# Фау (Швейцария)
Фау́ (фр. Faoug, нем. Pfauen) — посёлок и коммуна в Швейцарии, располагающиеся в кантоне Во. С 1803 по 2007 год поселение входило в состав коммуны Аванш. По переписи населения 2018 года в коммуне Фау проживали 904 жителя. Его территория площадью 347 гектаров расположена на южном берегу Муртензе.

## История

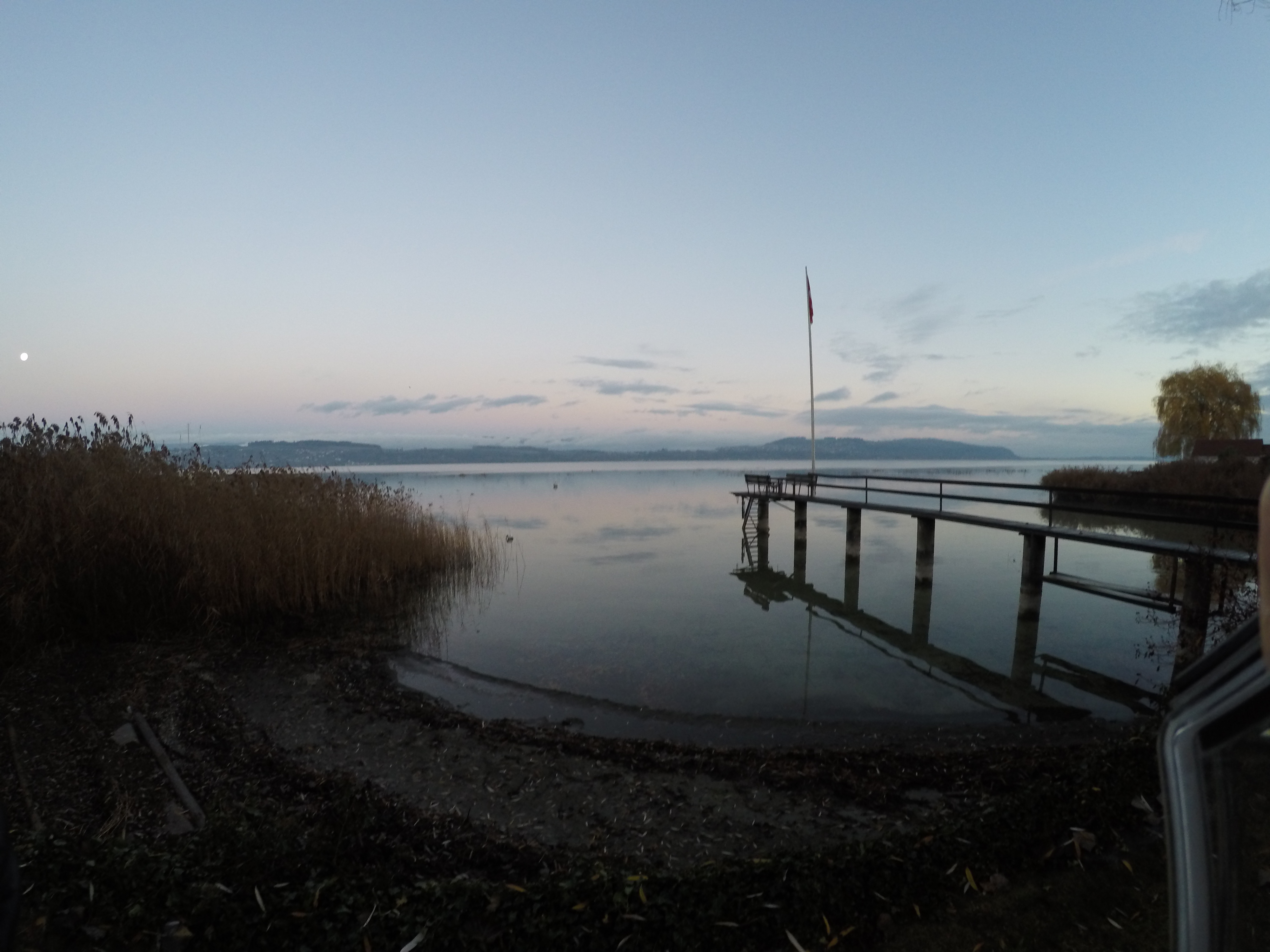
Вид на Муртензе с берега Фау

Впервые упоминается в XII веке. В 1228 посёлок известен под именем Fol, в 1290 году под именем Fo, и Foz в 1441 году. До реформации, отмеченной бернским приходом в XVI веке, Фау был деревней, которая принадлежала епископству Лозанны. В 1491 году, сельские жители получили буржуазию Муртена, которую они обязуются защищать против всех, кроме епископа Лозанны.[стиль] В 1801 году жители коммуны Фау, как и другие коммуны в округе Аванш, проголосовали за выход коммуны из кантона Фрибур и вход коммуны в кантон Леман, который впоследствии станет кантоном Во. 3 октября 1802 года Фау был ареной битвы между войсками федералистов и армией республиканцами. 

Герб Фау

## Название
Над этимологией названия данного поселения этимологи до сих пор спорят. По-немецки посёлок называется Pfauen, что переводится с немецкого как «павлин», и многие говорят, что французское название поселения Faoug произошло именно от немецкого названия. Но другие говорят, что данное название связано с латинским словом fagus, что в переводе означает «бук». Это показано на гербе коммуны. Герб состоит из двух частей, слева изображён павлин, а справа — бук.[стиль]

## География

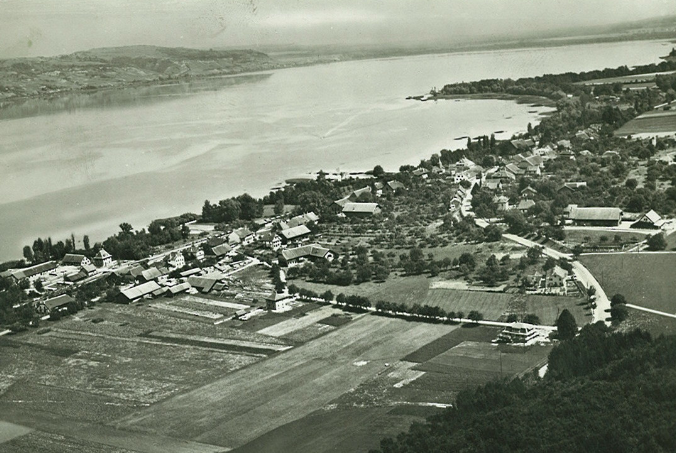
Вид с птичьего полёта на Фау, начало XX века

Общая площадь коммуны Фау составляет 347 гектаров, из них: 68 гектаров занимают места жительства и объекты инфраструктуры, 190 гектаров занимают сельскохозяйственные угодья, 87 гектаров занимают лесные угодья и 2 гектара занимает непроизводительная территория (например, озера и реки). В розничной торговле в 2004 году на долю промышленных и кустарных площадей приходилось 1,15 % коммунальной территории, 8,93 % — домам и зданиям, 9,22 % — дорогам и транспортной инфраструктуре, 48,41 % — сельскохозяйственным районам, а также 1 % лесным и виноградным районам.
Раньше коммуна входила в состав коммуны Аванш. С 1 января 2008 года входит в состав нового округа Бруй-Вюи. Фау граничит с коммунами Аванш, Куржево, Куртепан, Грин и Клавалейр.

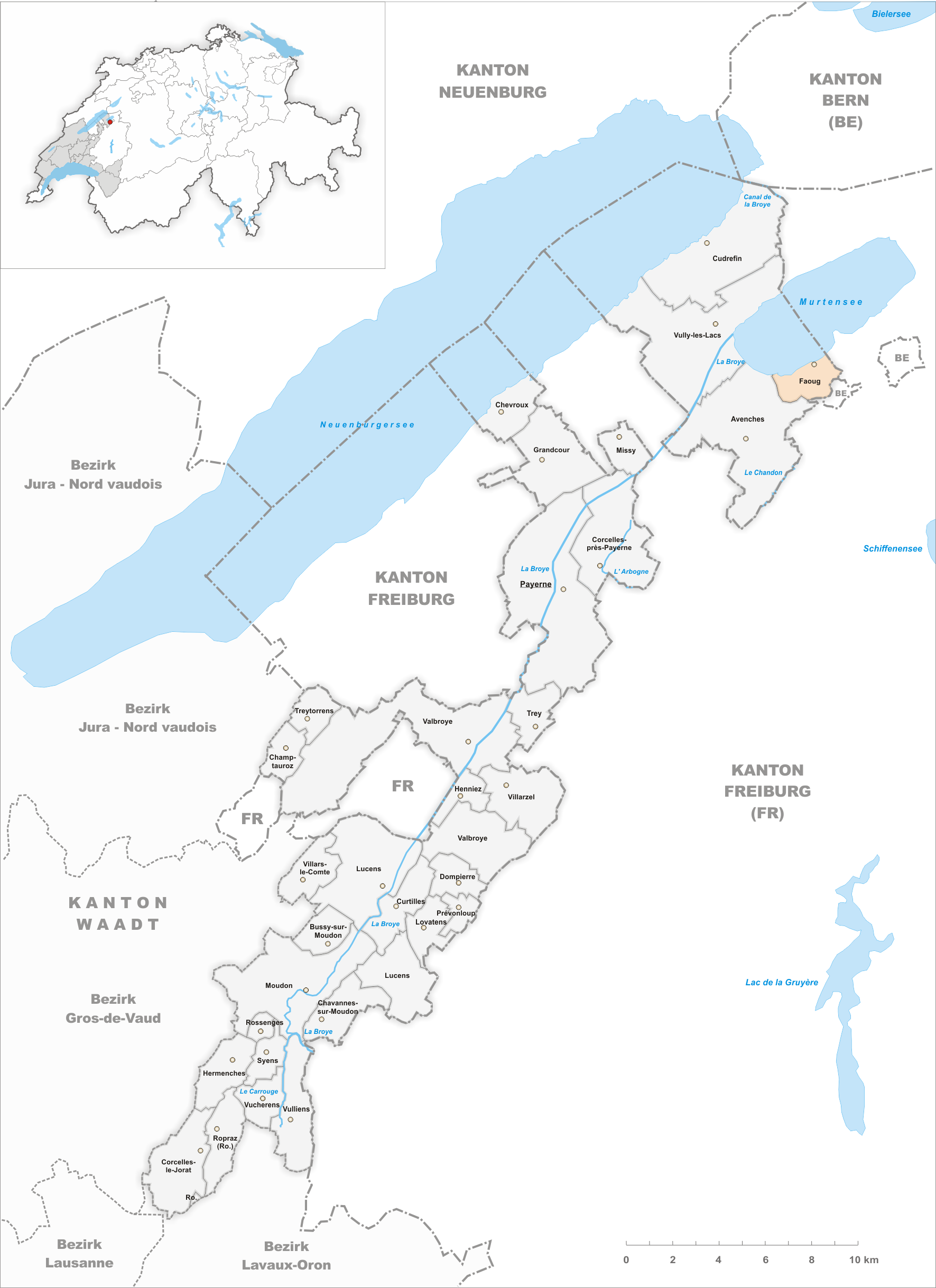
Коммуна в ее административном подразделении

Фау расположен на южном берегу Муртенского озера. Территория коммуны простирается от возвышенностей, где находятся леса Моттей и Россет, до Муртенского озера и равнины Бруй. Коммуна граничит с ручьем Шандон на юге и западе.

## Население
По данным Федерального статистического управления, в 2018 году население Фау составляло 904 человека, а плотность населения достигало 262 чел./км².
По данным 2000 года, в коммуне жили 275 мужчин (49,2 %) и 284 женщины (50,8 %). Наиболее распространенным языком в коммуне является французский, на котором говорят 324 человека (57 %). Вторым по распространению языком является немецкий, на котором говорят 193 (34 %). В Фау также проживают 18 португалоязычных (3,2 %). 488 жителей являются гражданами Швейцарии (85,9 %) и 80 человек являются иммигрантами, не получившими гражданства (14,1 %). В религиозном плане наибольшую численность составляет протестантская община (287 человек или 50,5 % населения), за ней следуют католики (176 жителей или 31 % населения). 61 человек (10,7 %) не имеют религиозной принадлежности.
Население Фау в 1850 году составляло 426 человек, в 1900 году — 440 человек. После сокращения численности населения в 1980 году до 391 человека, был зафиксирован значительный прирост населения. 
На графике ниже представлены демографические изменения в период с 1850 по 2010 год:

## Политика
На парламентских выборах 2011 года коммуна отдала 22,87 % голосов за швейцарскую народную партию. За социал-демократическую партию Швейцарии коммуна отдала 22,83 % голосов, а за свободную демократическую партию — 19,66 %.
На кантональных выборах в Большой Совет в марте 2011 года коммуна отдала 36,45 % за социал-демократическую партию Швейцарии, 23,16 % за свободную демократическую партию, 16,72 % за швейцарскую народную партию, 12,12 % за консервативно-демократическую партию Швейцарии и зелёную либеральную партию Швейцарии, 11,45 % за зелёную партию Швейцарии и 0,08 % за Vaud Libre.
На общинном уровне Фау возглавляется муниципалитетом, состоящим из 5 членов и возглавляемым попечителем исполнительной власти, и муниципальным советом из 35 членов, возглавляемым президентом и помощником секретаря по законодательным вопросам.

## Экономика
До начала XX века в местной экономике доминировало сельское хозяйство. С XVII века проводились испытания виноградарства, но с течением времени оно было заменено зерновыми культурами и растениеводством. Деревня развивалась еще в XIX веке как областной центр торговли вином, зерном и лошадьми. В первой половине XX века в Фау обосновались несколько небольших промышленных предприятий, в том числе механическая компания, кирпичный завод и трубный завод. В последние десятилетия деревня пережила значительное развитие с созданием новых жилых районов, населенных людьми, работающими в близлежащих городах Аванш и Муртен. Коммуна также является местом вторичных домов на берегу озера.

## Достопримечательности
Поместье Корназ, расположенное в деревне Фау, и его хозяйственные постройки зарегистрированы как швейцарские культурные ценности национального значения. Прибрежные станции Пудрешат, железнодорожный вокзал и порт включены в качестве культурных ценностей регионального значения в кантональный список, составленный в 2009 году.

## Транспорт
На уровне общественного транспорта Фау является частью фрибургского тарифного сообщества Frimobil. В коммуне находится станция швейцарских федеральных железных дорог. Она находится на линии регионального поезда Пайерн — Муртен. Коммуна также обслуживается автобусами по вызову Publicar, которые являются службой CarPostal. С весны до осени причал Фау на Муртенском озера обслуживается судоходным обществом на Невшательском и Муртенском озерах. Причал был восстановлен в 2005 году после 35 лет без эксплуатации. По территории коммуны проходит автомагистраль А1, ближайшими съездами которой являются Аванш на Западе и Муртен на востоке.